# Cyclothone microdon
Espèce
Cyclothone microdon est une espèce de poisson appartenant à la famille des Gonostomatidae.